# 고든 리트먼
고든 로트먼(영어: Gordon L. Rottman, 1947년 2월 24일~)은 미국의 작가이다.
1967년에 부사관으로 미 육군 특수부대에 합류하며 군인으로 활동했으며, 주로 군사 역사 서적과 같은 책들을 집필한다.